# Championnat d'Océanie masculin de handball 2008
Navigation
Océanie 2006 Océanie 2010
La 6e édition du Championnat d'Océanie masculin de handball a eu lieu à Wellington en Nouvelle-Zélande du 7 au 10 avril 2008. Le vainqueur de la compétition est sacré champion d'Océanie de handball et décroche sa qualification pour le Championnat du monde de handball de 2009 qui se déroule en Croatie.
La Nouvelle-Calédonie a remporté la compétition, mais sa fédération n’étant pas reconnue par l'IHF (elle dépend de la Fédération française de handball), c’est l’Australie, deuxième, qui s’est vu décerner le billet qualificatif.

## Classement final
|   | Équipe             | Pts | J | G | N | P | Bp  | Bc  | Diff |
| - | ------------------ | --- | - | - | - | - | --- | --- | ---- |
| 1 | Nouvelle-Calédonie | 6   | 3 | 3 | 0 | 0 | 103 | 35  | 68   |
| 2 | Australie          | 4   | 3 | 2 | 0 | 1 | 85  | 48  | 37   |
| 3 | Îles Cook          | 2   | 3 | 1 | 0 | 2 | 50  | 98  | -48  |
| 4 | Nouvelle-Zélande   | 0   | 3 | 0 | 0 | 3 | 48  | 105 | -57  |

## Résultats
| Date          | Équipe 1           | Score   | Équipe             |
| ------------- | ------------------ | ------- | ------------------ |
| 7 avril 2008  | Nouvelle-Calédonie | 20 – 15 | Australie          |
| 7 avril 2008  | Iles Cook          | 27 – 23 | Nouvelle-Zélande   |
| 8 avril 2008  | Australie          | 32 – 11 | Iles Cook          |
| 8 avril 2008  | Nouvelle-Zélande   | 8 – 40  | Nouvelle-Calédonie |
| 10 avril 2008 | Nouvelle-Calédonie | 43 – 12 | Iles Cook          |
| 10 avril 2008 | Nouvelle-Zélande   | 7 – 38  | Australie          |